# Zakrzepowo-zarostowe zapalenie naczyń
Zakrzepowo-zarostowe zapalenie naczyń, zakrzepowo-zarostowe zapalenie tętnic i żył obwodowych, choroba Buergera (łac. thromboangiitis obliterans, TAO) – odcinkowe, wieloogniskowe zapalenie małych i średnich tętnic i żył o postępującym przebiegu. Występuje najczęściej u młodych mężczyzn palących papierosy, szczególnie w krajach śródziemnomorskich. Choroby Buergera nie należy mylić z miażdżycą zarostową kończyn dolnych, która jest osobną jednostką nozologiczną, o odmiennej etiologii, epidemiologii, patologii, symptomatyce oraz leczeniu.

## Etiologia
Choroba dotyczy głównie mężczyzn między 20. a 40. rokiem życia, palących tytoń (stanowią ok.  90% wszystkich przypadków). Część przypadków związana jest z żuciem tytoniu oraz przyjmowaniem tabletek lub używaniem plastrów nikotynowych. Etiologia choroby nie jest do końca poznana. Hipotezy sugerują istnienie przewlekłego procesu zapalnego, a także zjawiska autoimmunologiczne oraz predyspozycje genetyczne związane z antygenami HLA (choroba częściej występuje u osób z antygenem leukocytarnym A9 i HLQA-B5). Za główny czynnik sprawczy przyjmuje się wpływ składników tytoniu.

## Objawy i przebieg

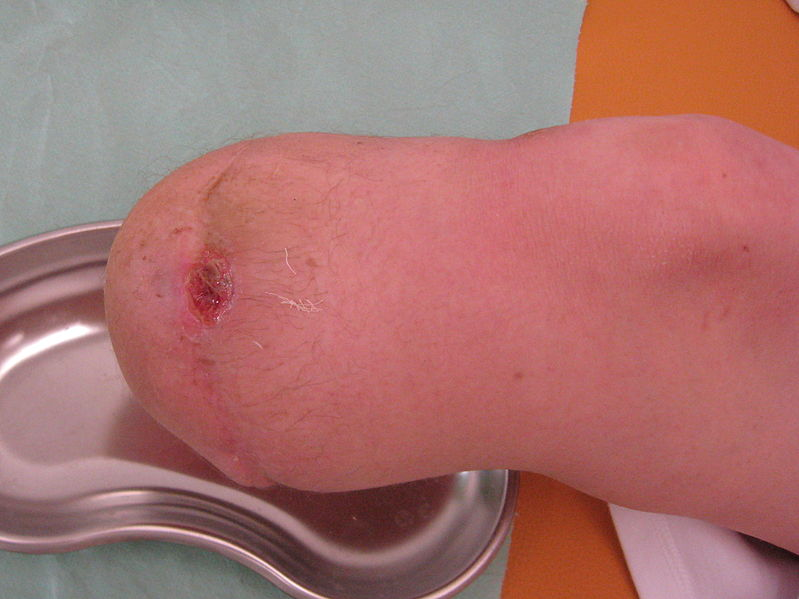
Amputacja kończyny dolnej to jedna z konsekwencji nieleczonej choroby Buergera

W przebiegu choroby dochodzi do zwężenia światła, a następnie całkowitego zamknięcia mniejszych tętnic głównie kończyn dolnych, rzadziej górnych (choć znane jest zajęcie także tętnic innych obszarów ciała, między innymi naczyń mózgowych i wieńcowych). Najczęściej zajęta jest tętnica strzałkowa i promieniowa. Chory odczuwa ból, występuje sinica i uczucie zimna dystalnych części kończyn. Zmiany obejmują także nerwy i żyły, co jest rzadkie w innych chorobach naczyń. Konsekwencją jest niedotlenienie i zgorzel tkanek, wymagająca niejednokrotnie amputacji.

## Rozpoznanie
Rozpoznanie opiera się na charakterystycznym wywiadzie (palenie tytoniu), wieku pacjenta, objawach (niedokrwienie dystalnych odcinków kończyn, owrzodzenia, ból spowodowany zajęciem nerwów) oraz wykluczeniu innych chorób (układowy toczeń trzewny, sklerodermia, CREST, cukrzyca, zmiany miażdżycowe, zatorowość). Pomocnym badaniem jest angiografia, w której obraz przedstawia dystalne zamknięcia naczyń tętniczych o gładkich ścianach z charakterystycznymi naczyniami krążenia obocznego o korkociągowatym kształcie. Jako pomocnicze badanie można wykonać również test Allena, aczkolwiek nie jest to metoda odpowiednio czuła i swoista, aby wyłącznie za jej pomocą postawić rozpoznanie.

## Leczenie
Leczenie polega na ochronie kończyn przed urazami, wczesnym leczeniu owrzodzeń, unikaniu zimna, ucisku i leków obkurczających naczynia oraz całkowitym zaprzestaniu palenia tytoniu. W nielicznych przypadkach wykonywane są zabiegi sympatektomii. Amputacje nie powinny być wykonywane zbyt wcześnie oraz powinny dotyczyć jak najbardziej dystalnych odcinków kończyn. Można wykonywać wlewy prostaglandyny E1 oraz podawać kwas acetylosalicylowy (100 mg/dobę).

## Historia
Wzmianki o tej chorobie pochodzą już z V wieku p.n.e. od greckiego historyka Tukidydesa. W nowożytności zakrzepowo-zarostowe zapalenie tętnic zostało po raz pierwszy opisane w 1876 r. przez niemieckiego patologa i bakteriologa Carla Friedländera. Felix von Winiwarter w 1879 r. opisał kolejny przypadek 57-letniego mężczyzny cierpiącego na to schorzenie. Leo Buerger w 1924 r. opracował monografię na podstawie przypadków 500 pacjentów z zakrzepowo-zarostowym zapaleniem tętnic.